# Vapor Limarí
El Vapor Limarí fue un barco de vapor con casco de hierro construido en Inglaterra y que prestó importantes servicios a la Armada de Chile durante la Guerra del Pacífico.
Era propiedad de la Compañía Chilena de Vapores (como el Transporte Lamar) con lo que pasó a formar parte de la CSAV tras la fundación de esta última. Durante la guerra contra Perú y Bolivia, transportó 1374 pasajeros en cámaras y 16 694 en sus cubiertas.
Fue devuelto a sus propietarios en 1880 y vuelto a requisar, esta vez por los congresistas durante la Guerra Civil de 1891 quienes lo utilizaron para el transporte de tropas desde Caldera a Quintero, donde fueron desembarcadas el 20 de agosto de 1891. Nuevamente fue fletado por el gobierno para el abastecimiento del Faro Evangelistas.
Desde el 5 de mayo de 1896 se le usó como depósito de provisiones, y a partir del 29 de diciembre de 1896, se cambió su nombre por el de «Maipú».